# Llista de monuments de Menorca

Municipis de Menorca

Aquesta pàgina és un llista de llistes de monuments de Menorca declarats com a Béns d'Interès Cultural. Les llistes desglossen els monuments per municipi:
- Alaior
- Es Castell
- Ciutadella
- Ferreries
- Maó
- Es Mercadal
- Es Migjorn Gran
- Sant Lluís

Són monuments no adscrits a cap municipi:
| Monument        | Tipus       | Localització                                                         | Coordenades                                          | Codi?         | Imatge |
| --------------- | ----------- | -------------------------------------------------------------------- | ---------------------------------------------------- | ------------- | --- |
| Camí de Cavalls | BIC CCA-001 | Menorca Al voltant de l'illa pel litoral, des de Maó fins as Castell | 39° 53′ 44″ N, 4° 15′ 22″ E / 39.895553°N,4.256161°E | RI-51-0000641 | Camí de Cavalls (Menorca) · Vegeu més fotos d'aquest monument · Carregueu una nova foto d'aquest monument |
| Camí d'en Kane  | BIC CKA-001 | Menorca Per l'interior de l'illa, des de Maó fins a Ciutadella       |                                                      | CKA-001       | Camí d'en Kane (Menorca) · Carregueu una nova foto d'aquest monument                                      |

Per decret 2563/1966 publicat al BOE l'11 d'octubre de 1966, es van declarar conjuntament com a monuments tots els megalítics, coves prehistòriques i altres restes prehistòriques i protohistòriques de les illes de Mallorca i Menorca, independentment del seu estat. Per al seu registre es va utilitzar com a referència l'obra Inventario de los monumentos megalíticos y de los restos prehistóricos y protohistóricos de Menorca, elaborada per J. Mascaró Passarius i publicada el 1967. Actualment, alguns dels jaciments citats no s'han localitzat o se'n desconeix la seva ubicació amb certesa. Per a Menorca, estan identificats com a monuments al Registre de Béns d'Interès Cultural de forma correlativa des del codi RI-51-0003106 fins al RI-51-0003767. A més, hi ha tretze jaciments submarins registrats amb el codis RI-51-0003768 a RI-51-0003780.